# Engelbert van den Daele
Engelbert van den Daele (1496 - 21 december 1556) was een Mechelse edelman. Hij was ridder, heer van de baronie van Leefdael, van het laathof van Wildert en van Coolhem. Ook was hij lid van de Grote Raad van Mechelen en vanaf 18 oktober 1540 kanselier van het hertogdom Brabant. Zijn vader was Gerard van den Daele.

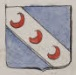
"Non auro sed ferro" stamwapen

Als telg van een adellijke familie uit Mechelen, waarvan verschillende leden sinds de dertiende eeuw zetelden in de magistratuur van deze stad, studeerde hij eerst aan de universiteit van Orléans, waarna hij magistraat werd. 
Op 7 januari 1522 werd hij lid en meester van de Raad van Mechelen, waar hij goed bevriend was met zijn collega-raadslid Frans van Cranevelt. 
Hij huwde een eerste keer met Marie Ruffault (?-1532), dochter van Jean Ruffault, raadslid en schatbewaarder van de Raad voor Financiën. Uit dit huwelijk kreeg hij een dochter, Marie van den Daele.
Om toegang te kunnen krijgen tot het ambt van kanselier van Brabant moest hij een eigendom in Brabant bezitten. Daartoe kocht hij de baronie van Leefdael op 3 oktober 1540. Op 18 oktober 1540 volgde zijn aanstelling en nam hij deel aan de onderhandelingen voor het huwelijk tussen Christina van Denemarken, weduwe van de hertog van Milaan, Francesco II Sforza en Frans I van Lotharingen, hertog van Bar. Als hertogelijke commissaris benoemde hij in 1545 in de stad 's-Hertogenbosch de nieuwe schepenen naar aanleiding van de jaarlijkse vernieuwing van de wet.
Op 5 juli 1549 las hij, als kanselier, Filips II van Spanje de tekst van de Blijde Inkomst voor naar aanleiding van zijn inauguratie te Leuven, waarop Filips II met zijn hand op de bijbel beloofde de rechten en privileges van Brabant te respecteren en waarna de omstaanders trouw beloofden aan Filips II.   
Tijdens de afkondiging van de Pragmatieke Sanctie later dat jaar nam hij voor de Staten van Brabant het woord in naam van keizer Karel V.
Samen met Laurens Longin, schatbewaarder van de Raad voor Financiën, ontving hij van landvoogdes Maria van Hongarije de opdracht te onderhandelen over de invoering van een nieuwe belasting waarbij alle invoer en uitvoer zou worden belast voor een halve procent - de tweehonderdste penning. Eind september 1551 ging de Spaanse natie akkoord, op voorwaarde dat Brussel de veiligheid zou waarborgen van de handel tussen de Nederlanden en Spanje, te starten met de schepen die op dat moment voor anker lagen in Zeeland.
Engelbert van den Daele overleed op zestigjarige leeftijd. Hij ligt begraven in de Sint-Goedelekerk te Brussel.
Zijn grafmonument draagt acht wapenschilden: van den Daele (in lazuur, schuinbalk van zilver, beladen met drie wassenaars van keel, gericht naar de rechterbovenhoek, met gekroonde helm,), Kets, van den Broeck, Wijngaerden, Sauvage, Boulogne, Ognies en Herines. Waarvan vier kwartieren van hemzelf en vier van zijn tweede echtgenote Françoise le Sauvage (? - 28 januari 1572/'73), waarmee hij was gehuwd in 1534. Zij is de dochter van Jan le Sauvage, de heer van Sterrebeek, lid van de Raad van Vlaanderen, lid van de Grote Raad van Mechelen, lid van de Raad van Brabant, kanselier van Bourgondië en Antoinette d'Oignies.